# Estación de Pont Cardinet (Metro de París)
La estación de Pont Cardinet es una estación de la línea 14 del Metro de París situada en el 17º distrito (arrondissement) de París.
Ofrece una conexión con la estación de Pont Cardinet de la línea L de la red de cercanías.

## Historia
La estación fue inaugurada el 14 de diciembre de 2020.